# Mejdurétxie (Altai)
|  | Per a altres significats, vegeu «Mejdurétxie». |

Mejdurétxie (en rus: Междуречье) és un poble (un possiólok) del krai de l'Altai, a Rússia, que el 2013 tenia 86 habitants. Pertany al districte de Lóktevski.